# Nationalpark Alta Murgia
Der Nationalpark Alta Murgia (italienisch Parco nazionale dell’Alta Murgia) ist einer von 24 Nationalparks in Italien und erstreckt sich über eine Fläche von rund 680 km² in der italienischen Metropolitanstadt Bari.
Seinen Namen erhielt er von der Murgia, einer felsigen Kalkhochebene, in der er liegt.